# おしゃべり横丁ABC
おしゃべり横丁ABC（-よこちょうえーびーしー）は、朝日放送ラジオ（ABCラジオ）で1975年（昭和50年）3月31日から、1979年（昭和54年）3月30日まで放送されたラジオ番組である。

## 放送時間
- 月曜〜金曜 16:00〜17:00

## 出演者
- 乾龍介（朝日放送アナウンサー）
- 唐川満知子（フリーアナウンサー）

## 番組概要
それまで録音番組や小規模な生番組が並んでいた、朝日放送ラジオの午後の時間帯を大幅に改革し、ワイド番組化され誕生したのが当番組である。この番組の放送開始と同じ日には、午後2時からの2時間ワイド番組「歌謡曲ぶっつけ本番」も開始され、さらに午後4時からの1時間に当番組が編成された。日替わりでタレントらが担当する「歌謡曲-」を変わって、当番組は乾龍介アナウンサーをメインに据え、乾の軽妙洒脱なトークに加え、聴取者からのハガキ紹介や生活情報、さらにニュースや天気予報、交通情報などを織り込んだ、パーソナリティー色の強い番組となった。
開始当初はサブタイトルとして『花と龍介 60分』がつけられ（このサブタイトルがきっかけとなって、唐川満知子のニックネームが“お花ちゃん”となった）、番組は昭和54年3月まで4年間続いた。乾はこの番組でのパーソナリティー性を買われ、同年4月から同局初のテレビ朝ワイド番組『おはよう朝日です』の司会に起用された。

## コーナー
- 朝日新聞ニュース
- 天気予報
- 近畿各地の交通情報
- 何でも相談
- あなたの運勢